# Diplycosia atjehensis
Diplycosia atjehensis är en ljungväxtart som beskrevs av Herman Otto Sleumer. Diplycosia atjehensis ingår i släktet Diplycosia och familjen ljungväxter. Inga underarter finns listade i Catalogue of Life.